# 皮海塞尔凯湖

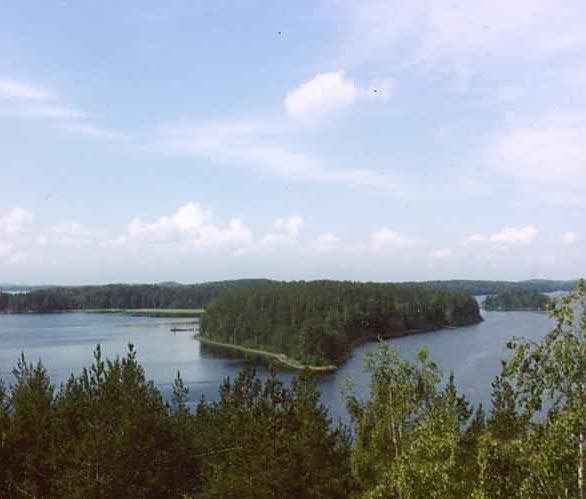
皮海塞尔凯湖中的岛屿

皮海塞尔凯湖（芬蘭語：Pyhäselkä），又称皮海湖，是芬蘭北卡累利阿區的湖泊，面積361.10平方公里，集水區面積24,338平方公里，海拔高度75.9米，平均水深8.76米，最大水深67米，蓄水量3.16立方公里。

## 历史
1965年春季时在皮海塞尔凯湖的冰面上拍摄了电影《日瓦戈医生》中有关西伯利亚的场景。